# エジプト第9王朝
エジプト第9王朝（エジプトだい9おうちょう、紀元前2160年頃 - 紀元前2130年頃）は、エジプト第1中間期時代の古代エジプト王朝。メンフィスを拠点とした伝統的な統一国家が崩壊する中で自立勢力となったヘラクレオポリス（古代エジプト語：ヘウト・ネン・ネス Hwt-nen-nesu）侯の政権を指して第9王朝と呼ぶ。

## 歴史
ヘラクレオポリスは上エジプト第20県（ナルト・ケンテト）の首都であり、ここに拠点を置く州侯は統一王朝の弱体化につれて自立勢力となった。ヘラクレオポリス侯だったケティ1世（メリイブラー・ケティ）は上下エジプト全域の支配権を手にして王を名乗った。上エジプトから僅かに発見されるケティ1世の遺物から、彼の権威が他の州侯達に認められていたことが窺われる。
マネトは第9王朝には19人の王がいたと伝えるが、彼が名前を記録している王はアクトエス1人だけである。これは第9王朝時代の王名ケティ、もしくはアクトイに対応すると考えられる。マネトによればアクトエスは以前の王達より残酷に振る舞い、全てのエジプト人に災難を齎した。そして最後は発狂し、ワニに殺されたという。このような伝承は、第9王朝の王が何人かの州侯を倒したことに対する反発から生まれたとする見解もあるが、史実性は不明である。一方でトリノ王名表では第9王朝に13人の王を当てている。また、いくつかの史料からネフェルカラー7世（またはカネフェルラー7世）という王の存在が知られている。
このように第9王朝についてわかることはかなり限られている。恐らくケティ1世の治世末期にテーベ（古代エジプト語：ネウト、現在のルクソール）侯アンテフ1世が独自に勢力を拡大してアビュドス（上エジプト第8県）近辺より南の地域の一部を支配下におさめ、第9王朝の支配から離脱した。これをエジプト第11王朝と呼ぶ。その成立時期は紀元前22世紀後半頃とされている。更にネフェルカラー（彼はケティ1世の2代後の王である）の治世に、ヒエラコンポリス州侯アンクティフィがテーベの支配者と戦った事が記録されている。これらの政権の成立によってエジプトで各地の州侯が分裂して争う第1中間期の基本的な情勢が形成された。
成立以来30年余りの治世の後、ヘラクレオポリスの王朝は第9王朝から第10王朝へと交代したとされるが、具体的な経緯などまったく分かっていない。現代のエジプト学者は多くの場合、第9、第10王朝を一まとめに扱っている。マネトがこれを二つの王朝に分けた理由も不明である。

## 歴代王
第9王朝の王統は不明である。以下に上げるのはトリノ王名表に記載された王の一覧である。このうち、考古学的資料によって存在が確定しているのはケティ1世と2世だけである。存在確定の判断はフィネガンの物に依った。
| ホルス名       | 即位名            | 誕生名                   | 備考                                             |
| -------------- | ----------------- | ------------------------ | ------------------------------------------------ |
| メリイブタウィ | メリイブラー      | ケティ1世（アクトイ1世） | マネトの記録するアクトエス王に対応するであろう。 |
| 欠損           |                   |                          |                                                  |
|                | ネフェルカラー7世 |                          | トリノ王名表第4欄20行目に記載                    |
|                | ネブカウラー      | ケティ2世（アクトイ2世） | 文学作品「雄弁な農夫の物語」に登場する王とされる |
|                | セテト            |                          |                                                  |
| 欠損           |                   |                          |                                                  |
| メリ...        |                   |                          |                                                  |
| ジェド...      |                   |                          |                                                  |
| フ...          |                   |                          |                                                  |
|                |                   |                          | 名前不明の3人の王                                |
| ウセルl...     |                   |                          |                                                  |